# Cyclocephala pardolocarnoi
Cyclocephala pardolocarnoi är en skalbaggsart som beskrevs av Roger Paul Dechambre 1995. Cyclocephala pardolocarnoi ingår i släktet Cyclocephala och familjen Dynastidae. Inga underarter finns listade i Catalogue of Life.